# Oenopota candida
Oenopota candida é uma espécie de gastrópode do gênero Curtitoma, pertencente à família Mangeliidae.